# Torpédový člun

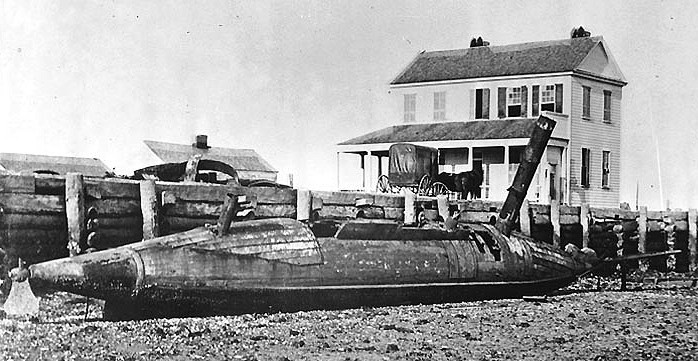
Torpédový člun třídy David z doby americké občanské války

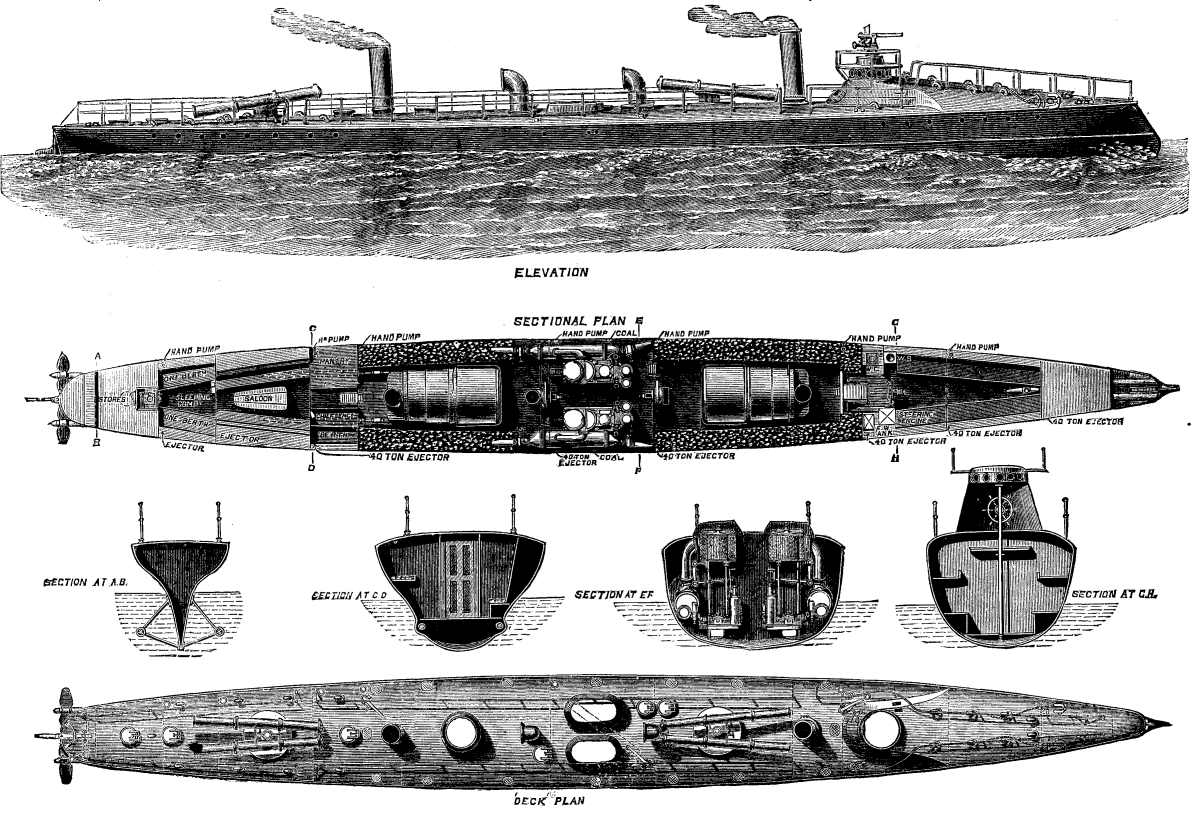
Italský torpédový člun 76YA, postavený firmou Yarrow v letech 1886–1887

Torpédový člun je relativně malé a rychlé válečné plavidlo, jehož hlavní zbraní jsou torpéda. První torpédové čluny narážely do trupů nepřátelských lodí a jejich nálož, zaklíněná v trupu cíle, vybuchla až po vyhoření doutnáků, aby se člun mohl dostatečně vzdálit. Pozdější kusy již nesly torpéda poháněná vlastním pohonem, která v bitvě jen vypustily na cíl. Torpédové čluny byly vytvořeny k boji s bitevními loďmi a jinými velkými a pomalými plavidly, ke kterým se měly dostat dostatečně blízko díky své rychlosti a obratnosti.

## Vznik torpéd
Moderní torpédo poprvé vyvinul v roce 1860 Giovanni Luppis (známý i jako Ivan Blaz Lupis) v Rijece v dnešním Chorvatsku, tehdejší části Rakouska-Uherska. Ten později spolupracoval s Robertem Whiteheadem, z čehož vznikla vylepšená konstrukce torpéda. První továrna na torpéda vznikla právě v Rijece.

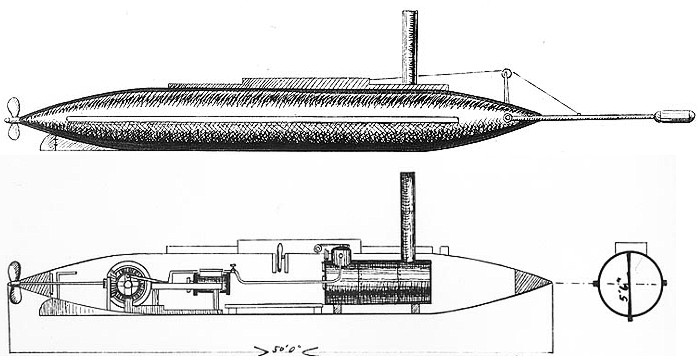
CSS David s tyčovým torpédem

## Americká občanská válka
Americká občanská válka přinesla řadu inovací v námořním boji. Jedním z nich byl první torpédový člun, který nesl torpédo na dlouhé tyči před trupem. V roce 1861 americký prezident Abraham Lincoln vyhlásil námořní blokádu přístavů Konfederace, která poškodila její obchod i schopnost dovézt válečný materiál ze zahraničí. Průmysl konfederace navíc neměl dostatečné kapacity pro vybudování flotily, která by se mohla se severem utkat v otevřeném boji. Jednou ze strategií k narušení blokády byla stavba malých a rychlých torpédových člunů, které mohly svým torpédem poškodit i mnohem větší plavidla.
Torpédové čluny třídy David byla malá, parním strojem poháněná, plavidla s téměř uzavřeným trupem. Tyto čluny se mohly částečně ponořit - když byly zatížené balastem, vyčníval nad vodu pouze malý kus trupu a komín, ze kterého díky speciálnímu antracitovému palivu nestoupal žádný kouř. Za temných nocí byly tyto čluny jen obtížně zjistitelné. Třída David byla pojmenována podle mytického zápasu Davida s Goliášem a skládala se ze dvou lodí - CSS Midge a CSS St. Patrick. Další podobné čluny byly CSS Squib a CSS Scorpion, které ale oproti Davidům neměly balastní nádrže pro částečné ponoření.
Všechny tyto čluny byly vyzbrojeny náloží, která byla nesena před člunem na dlouhé tyči. Při nárazu do nepřátelské lodi torpédo prorazilo bok plavidla a zůstalo v něm zaklíněno. K výbuchu ho přivedl doutnák, který byl načasován tak, aby se člun mohl vzdálil dostatečně k tomu, aby ho výbuch neohrozil.
Torpédové čluny Konfederace nebyly v boji příliš úspěšné. Při plavbě je ohrožovaly i malé vlny, stále hrozila iniciace nálože a i při útoku byla nálož nespolehlivá. V roce 1864 se ovšem kapitánu Cushingovi z námořnictva severu, podařilo tyčovým torpédem napadnout a na mělčině potopit obrněnec konfederace USS Albermarle.

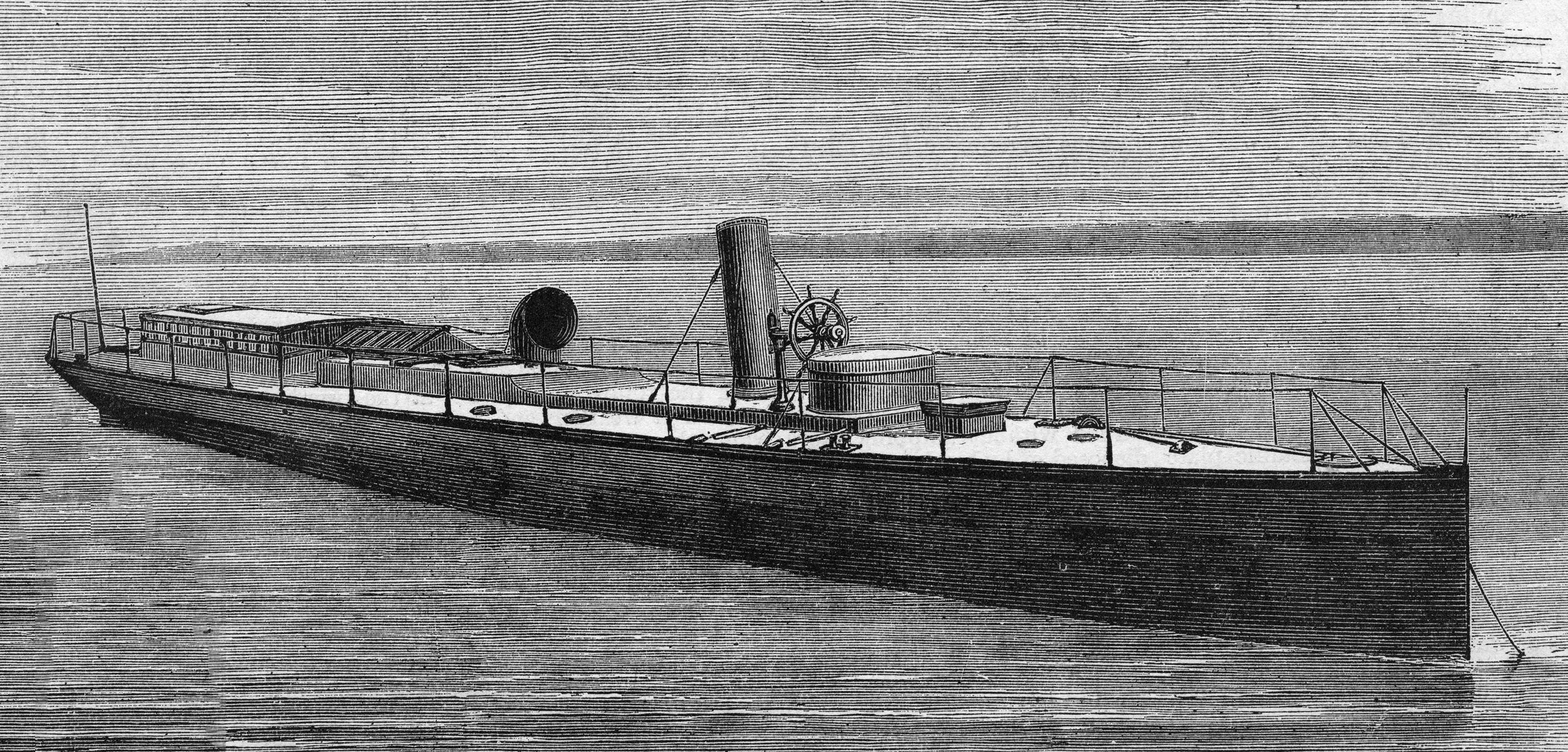
První moderní torpédový člun - britský HMS Lightning v roce 1877

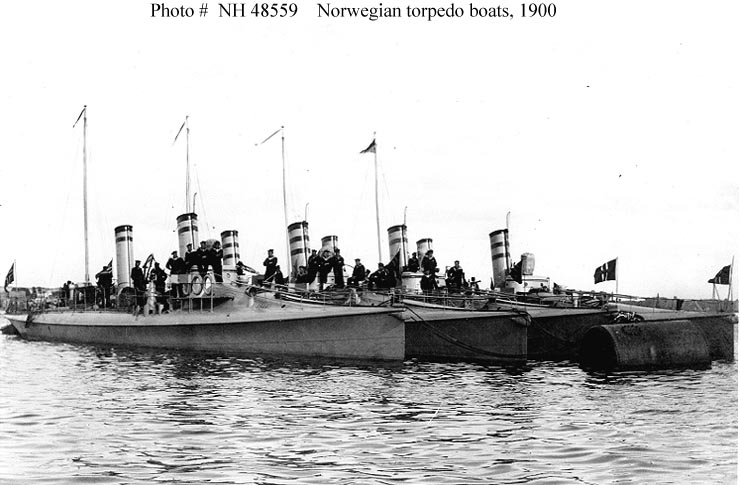
Norské torpédové čluny v roce 1900

## Od konce 19. století do konce první světové války
Na konci 19. století se tehdejší řadové lodě vyvinuly ve velká, těžce obrněná a silně vyzbrojená plavidla, poháněná parním strojem. Na konci této linie byl HMS Dreadnought a jeho následovníci. Bitevní lodě ale byly také pomalé, neobratné a jejich děla neměla příliš vysokou rychlost palby. Rychlý a obratný torpédový člun měl být při nízkých pořizovacích nákladech schopen svými torpédy potopit i tu nejsilnější bitevní loď.
Prvním torpédovým člunem, který nesl moderní torpéda, byl britský HMS Lightning, který byl dokončen v roce 1877. Francouzské námořnictvo v roce 1875 objednalo a v roce 1878 přijalo do služby podobné plavidlo Torpeilleur No 1. Norské námořnictvo v roce 1873 objednalo u britské firmy Thornycroft nosič torpéd HNoMS Rap, který ale byl vybaven torpédy až v roce 1879.
V bitvě bylo torpédo poprvé použito ruským propagátorem torpéd, admirálem Stěpanem Makarovem. Ten 16. ledna 1877 použil torpéd při útoku na tureckou loď Intibah. Stalo se tak v průběhu rusko-turecké války z let 1877–1878.
Na konci 19. století mnoho námořnictev začalo do služby zařazovat torpédové čluny o délce obvykle mezi 30 a 50 metry, vyzbrojené až třemi torpédy, kulomety a někdy i děly malé ráže. Byly poháněné parními stroji a dosahovaly rychlosti 20–30 uzlů (37–56 km/h). Byly poměrně levné a dostupné ve větším množství, což dovolovalo jejich útoky ve větších skupinách. Ztráta několika torpédových člunů v boji by byla bohatě vyvážena potopením i jen jediné velké hladinové lodi.
Torpédové čluny dosáhly několika úspěchů za první světové války. Torpédo potopilo v roce 1915 britský predreadnought HMS Goliath. Italské torpédové čluny potopily v roce 1917 rakousko-uherskou obrněnou loď SMS Wien a v roce 1918 dokonce dreadnought SMS Szent István.

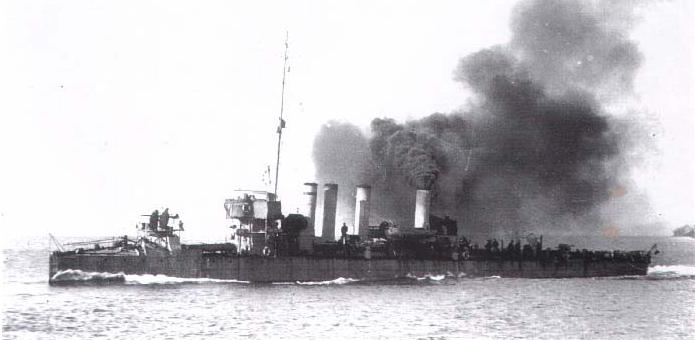
Rakousko-uherský torpédoborec z první světové války SMS Warasdiner

## Zavedení torpédoborců
Zavedení torpédových člunů vyvolalo protireakci v podobě vyzbrojování válečných lodí rychleji střílejícími děly sekundární ráže, určenými pro boj s menšími plavidly. Pro boj s torpédovými čluny vznikla také nová kategorie válečných lodí - torpédoborců. První torpédoborec, původně nazývaný ničitel torpédových člunů (Torpedo boats destroyer), byl Destructor, navržený Fernando Villamilem. Koncepcí šlo o zvětšené torpédové čluny, které měly rychlost srovnatelnou s torpédovými čluny, ale měly těžší děla, kterými je mohly ničit ještě mimo dostřel torpéd.
Torpédoborce nakonec prokázaly velkou všestrannost a staly se hlavním typem válečné lodi, která pro útok používala torpéda.

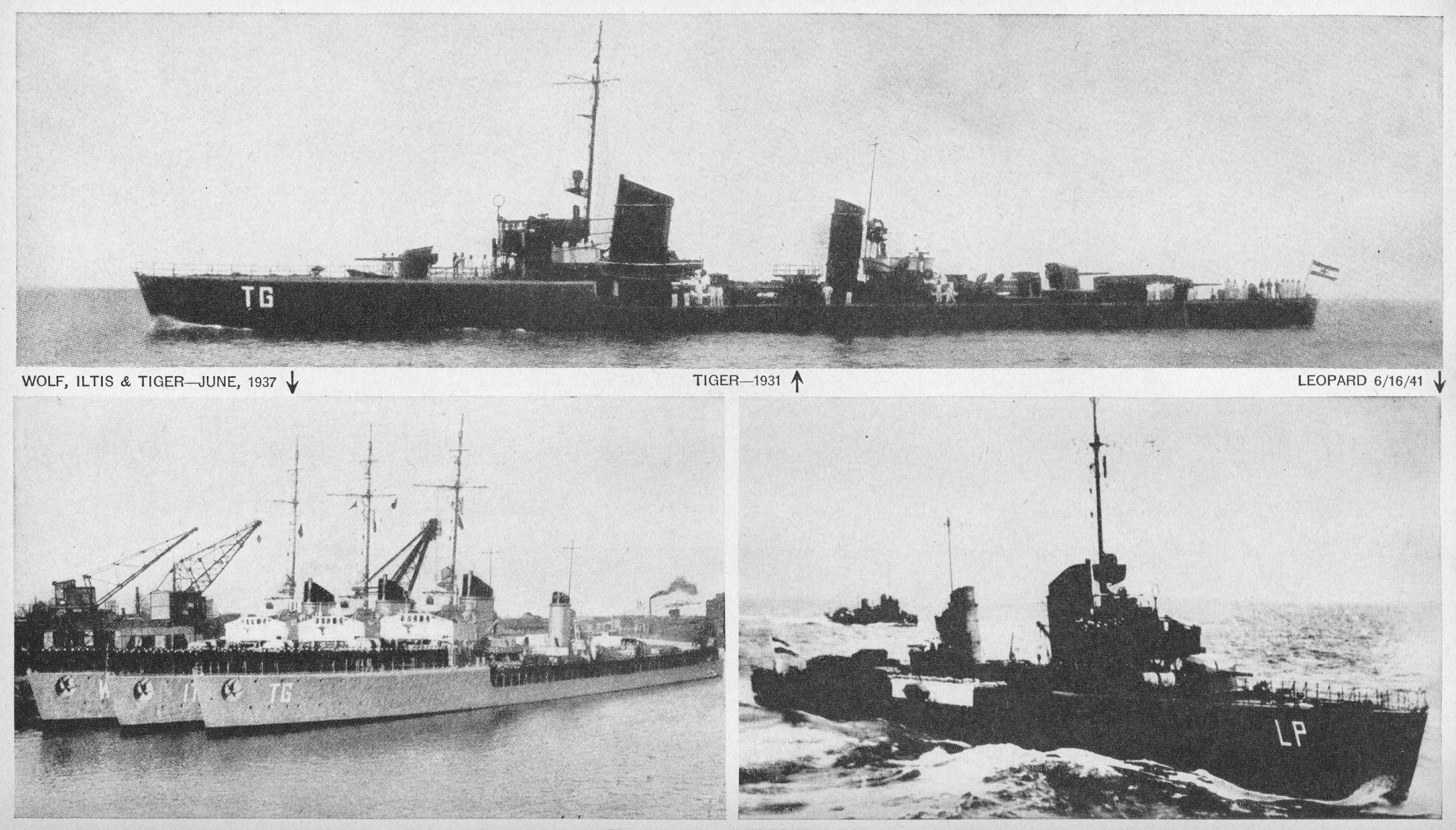
Německé torpédovky Wolf, Tiger, Leopard a Iltis

## Torpédovky
Důležitým mezníkem ve vývoji torpédových člunů byla londýnská konference, na které byly omezeny tonáže jednotlivých loďstev, společně s výtlakem a výzbrojí válečných lodí hlavních a vedlejších kategorií. Žádný limit však nebyl zaveden na válečné lodě s výtlakem do 600 tun. Tyto nosiče torpéd, které byly menší než torpédoborce, ale klasické torpédové čluny ve všech ohledech překonávaly, nazýváme torpédovky. Torpédovky byly v námořnictvech rozšířené už dříve, ale po londýnské konferenci začala námořnictva Francie, Itálie, Německa a Japonska tyto lodě používat v mnohem větší míře.
V případě Japonska vedla snaha o maximální využití výtlaku jejich torpédovek až k převrácení přezbrojené a přetížené torpédovky Tomozuru, jež vedla k částečnému přehodnocení dosavadní japonské koncepce válečných lodí. Torpédovky měly nakonec výtlak až nad tisíc tun a byly vyzbrojeny dvěma či třemi kanóny ráže do 120 mm a několika torpédomety. Velikostí se blížily druhoválečným eskortním torpédoborcům.
Německé druhoválečné torpédovky byly značeny písmeny T a číslem. Původně svým výtlakem odpovídaly londýnským omezením, ale později byly tyto lodě stavěné výrazně větší, s výtlakem výrazně přes 1000 tun, čímž už se blížily menším torpédoborcům. Německé torpédovky byly značně aktivní za druhé světové války a například T23 a T27 potopily svými torpédy britský lehký křižník HMS Charybdis.

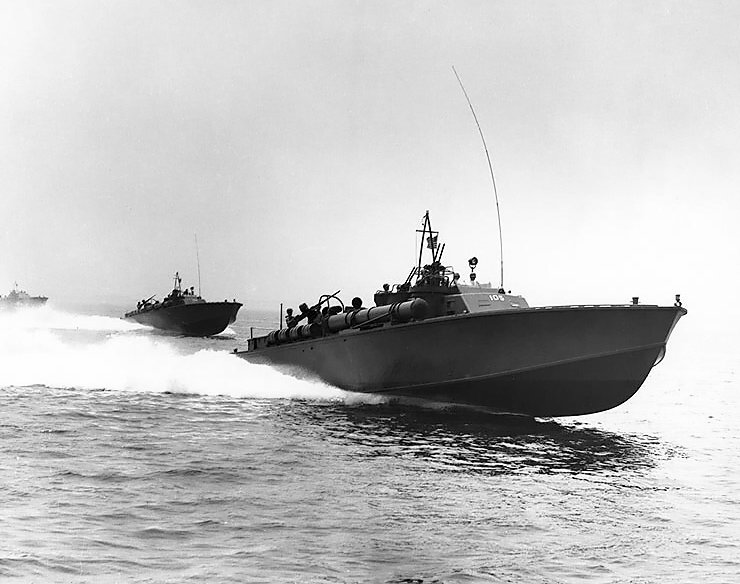
Americký torpédový člun PT-105

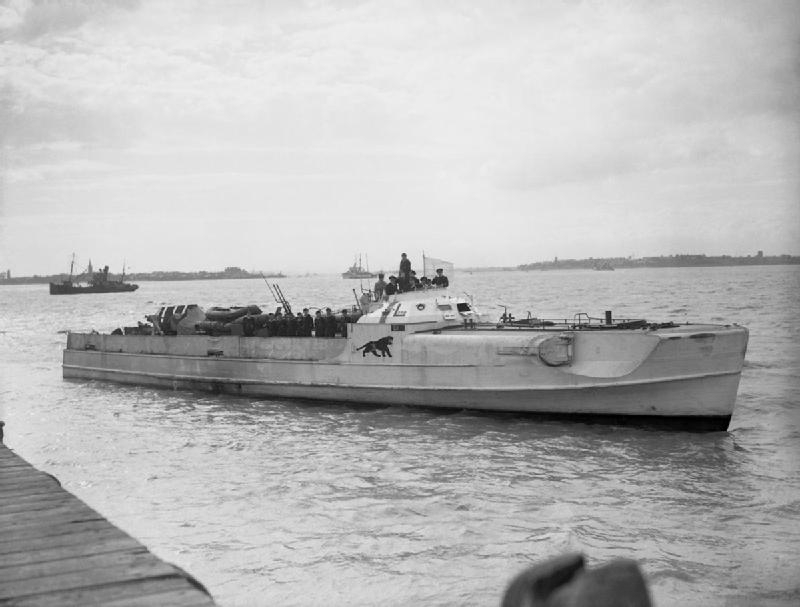
Německý S-boot

## Motorové torpédové čluny
U prvních generací torpédových člunů se uplatňoval především parní pohon. Rozvoj spalovacích motorů vedl k tomu, že mohly být konstruovány čluny nové koncepce, které také dosahovaly vyšších rychlostí. Za druhé světové války však už nebyl jejich náskok v rychlosti tak výrazný jako dříve a objevilo se také nové velké nebezpečí, letectvo.
Motorové torpédové čluny měly obvykle délku mezi 15 a 30 metry, rychlost 30 až 50 uzlů (56–93 km/h) a byly vyzbrojené 2–4 torpédy a několika kulomety.
Torpédové čluny byly široce používány za druhé světové války a stavěla je všechna větší námořnictva. Royal Navy stavěla své Motor torpedo boat (MTB), Kriegsmarine používala Schnellboot (S-boot), Regia Marina používala čluny MAS a US Navy stavělo značné množství člunů PT (Patrol torpedo).
Ke srážkám torpédových člunů došlo například během Operace Cerberus, kdy německé bitevní křižníky Scharnhorst a Gneisenau, v doprovodu těžkého křižníku Prinz Eugen, unikly z francouzských přístavů do Německa a přitom je proti útokům britských MTB chránily německé S-Booty.
Na příkladu amerických člunů PT je dobře vidět, jak se úkoly torpédových člunů rozšířily. Dřevěné PT čluny, operující v Pacifiku, sloužily nejen k útokům torpédy, ale i pro hlídkování, dopravu, kurýrní a záchranné úkoly, stejně jako pokládání kouřových clon. Jelikož námořních cílů, které by mohly napadat svými torpédy, ubývalo, byly někdy místo dvou torpéd přidány další kulomety.
Italské čluny MAS a MS kromě už zmíněných úspěchů v první světové válce dosáhly několika úspěchů i ve válce druhé. Italské torpédové čluny potopily například britské lehké křižníky HMS Manchester a HMS Capetown.

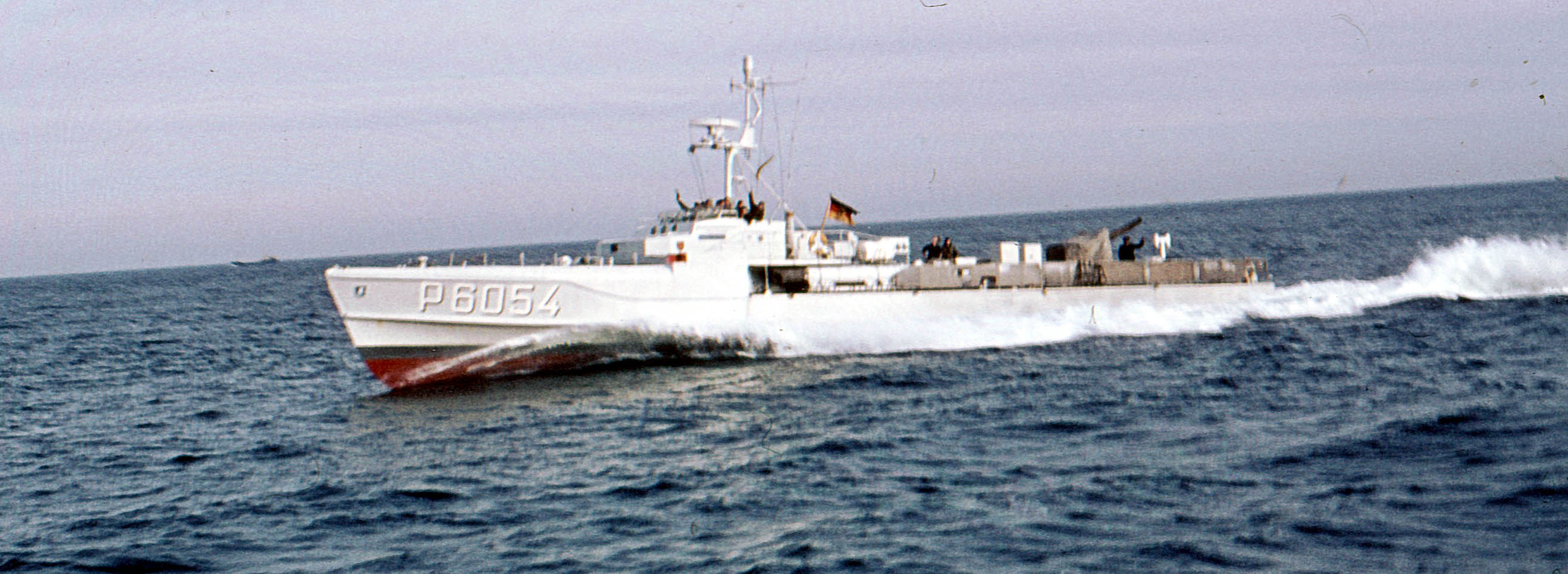
Německý torpédový člun třídy Silbermöwe v roce 1965

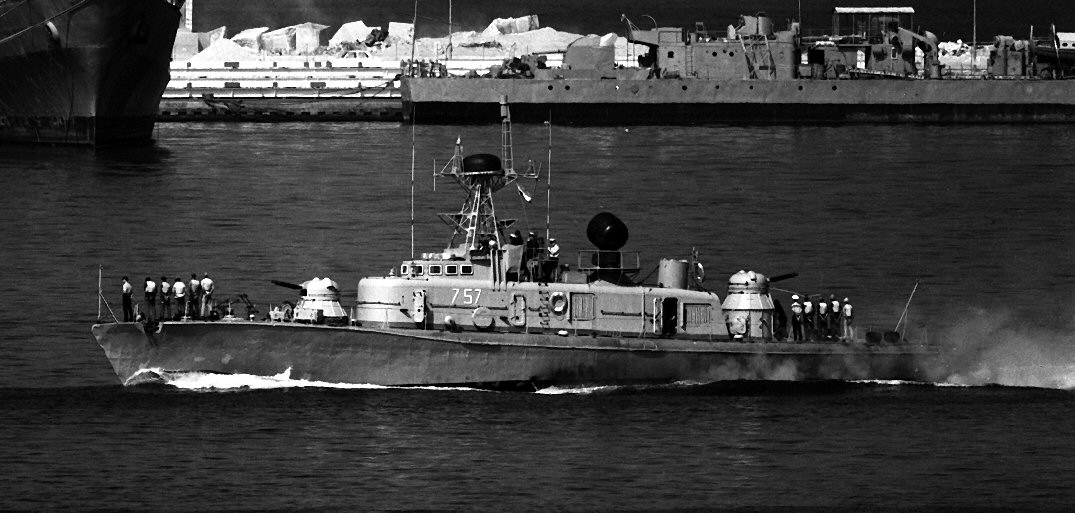
Egyptský torpédový člun ruského typu Projekt 206 Shershen v roce 1989. Torpédomety byly odstraněny.

## Poválečný vývoj
Význam torpédových člunů se po druhé světové válce neustále zmenšoval, ale jejich stavba pokračovala ještě mnoho let. Například Sovětský svaz a Čína stavěly značná množství různých typů torpédových člunů. Přesto však nástup řízených střel vedl ke ztrátě významu torpéd a náhradu torpédových člunů rychlými útočnými čluny, které jsou vyzbrojeny řízenými střelami. Větší raketové korvety a fregaty jsou navíc schopné plnit pestřejší úkoly a také se lépe ubrání nepřátelským letounům.
Torpédové čluny, ohrožující válečné lodě svými torpédy z většiny námořnictev zmizely. Moderní rychlé čluny mají již jinak koncipovánu výzbroj i úkoly, které plní.